# Strumigenys cochlearis
Strumigenys cochlearis är en myrart som beskrevs av Brown 1988. Strumigenys cochlearis ingår i släktet Strumigenys och familjen myror. Inga underarter finns listade i Catalogue of Life.